# Ayaan Hirsi Ali
Ayaan Hirsi Ali, fullständigt namn Ayaan Hirsi Magan Isse Guleid Ali Wai'ays Muhammad Ali Umar Osman Mahamud, född 13 november 1969 i Mogadishu, är en somalisk-nederländsk-amerikansk aktivist, författare samt tidigare politiker och parlamentsledamot för Nederländernas högerliberala parti VVD mellan 2002 och 2006. Sedan 2006 är hon bosatt i USA och knuten till American Enterprise Institute i Washington DC. 

## Biografi

### Uppväxt
Ayaan Hirsi Ali är född i Somalia och dotter till en oppositionspolitiker. 1976 tvingades familjen att lämna landet. Först kom de till Saudiarabien, därefter till Etiopien, därefter till Kenya och sedan till Tyskland. Som 18-åring lovades hon bort till en släkting men bröt med familjen och flydde till Holland där hon fick politisk asyl. 

### Verksamhet i Nederländerna
Efter arbete som tolk på bland annat flera abortkliniker och kvinnohus och studier i statskunskap vid universitetet i Leiden, valdes hon 2003 in i parlamentet för det liberala partiet VVD.
Tillsammans med filmaren Theo van Gogh gjorde hon 2004 den kontroversiella kortfilmen Underkastelse, som handlar om kvinnoförtrycket inom islam. Filmen väckte ilska bland många muslimer i Nederländerna, som såg filmen som hädelse. Den 2 november 2004 mördades van Gogh av en muslimsk fanatiker. På van Goghs döda kropp fanns ett brev med dödshot även mot Hirsi Ali. Sedan dess lever hon på hemlig adress och under ständigt livvaktsskydd. Händelserna har bidragit till att de flesta nederländska partier förordar en strikt invandringspolitik, där kraven för att släppas in i landet hör till de hårdaste inom EU och inbegriper både språktest och prov på kunskaper om landets kultur.
Ayaan Hirsi Ali avgick från parlamentet 16 maj 2006. Orsaken är att det kommit fram att Ali ljugit för att få uppehållstillstånd – en känslig fråga för VVD, som driver en restriktiv invandringspolitik. Ali fick sitt medborgarskap indraget – av före detta partikamraten, invandrarminister Rita Verdonk.
Verdonks agerande ledde till en intensiv debatt i parlamentet som resulterade i att Verdonk fick välja mellan att avgå eller att ge Ayaan Hirsi Ali sitt medborgarskap åter. Hirsi Ali återfick medborgarskapet, men var tvungen att skriftligt ta på sig skulden för det inträffade. När detta i sin tur uppdagades kom nya krav på att Verdonk skulle avgå och en misstroendeomröstning ägde rum i parlamentet där ett av koalitionspartierna, D66, röstade mot Verdonk. Efter ett regeringssammanträde meddelades att Verdonk inte skulle avgå och i stället föll Jan Peter Balkenendes regering.

### Exil till USA
Hirsi Ali emigrerade efter brytningen med Verdonk till USA där hon fått uppdrag på den konservativa tankesmedjan American Enterprise Institute och har i övrigt sedan 2006 ägnat sig åt att skriva och föreläsa om sitt liv och om politiska frågor, i synnerhet om svårigheterna att framföra kritik mot islam.
I november 2023 publicerade Hirsi Ali en essä med titeln Why I am now a Christian, där hon sammanfattar sin personliga process som började i en islamisk uppfostran, som senare ledde fram till en uttalad ateism, och vid drygt 50 års ålder till en kristen tro.

### Böcker
År 2005 kom den svenska översättningen av The Caged Virgin: An Emancipation Proclamation for Women and Islam, ungefär "Den inburade oskulden", svensk titel Kräv er rätt! Om kvinnor, islam och en bättre värld. Boken är ett kraftigt angrepp på den islamiska världen och kritiserar flatheten från mångkulturalism mot islams negativa yttringar. Hirsi Ali utsattes för dödshot på grund av boken och en rättssak inleddes på grund av påstådda blasfemiska och stötande inslag, men fallet lades ner. Boken är en samling essäer som givits ut på flera språk och flera upplagor med något varierande urval.
År 2006 gav hon ut En fri röst: min självbiografi som självbiografiskt beskriver hennes uppväxt, sin flykt undan ett tvångsäktenskap och sitt politiska arbete i Nederländerna. Recensenten Susanna Popova slås av Hirsi Alis vilja att "hitta ett sätt att bli sig själv" som blir hennes väg att ta sig ur en uppväxt korvstoppad med strukturell könsmaktsordning.
Boken Nomad: en personlig resa genom civilisationerna, på svenska 2010, är en fortsättning på hennes självbiografiska berättelse, där hon har en tydlig islamkritik av hur islam skapar personligt lidande och hindrar den muslimska världen från att utvecklas.
I boken Reformera islam (2015) står Hirsi Ali fast i sin starka islamkritik, men riktar en uppmaning till muslimer att reformera sin tro.
I februari 2021 publicerade Ali boken Prey: Immigration, Islam, and the erosion of women's rights, på svenska Villebråd, Immigration, islam och kvinnors rättigheter, där hon skriver om hur kvinnor i Europa utsätts för sexuellt våld av unga män ifrån muslimska länder. Hon uttrycker besvikelse mot Europas feminister, som hon menar alltför ofta ursäktar våld mot kvinnor om förövarna själva anses vara offer för till exempel rasism och kolonialism. Hon noterar i boken att det enbart syns män på gatorna i vissa stadsdelar i Bryssel, Paris och London. och tolkar detta som att rättigheter som europeiska kvinnor tar för givna är hotade. Hon menar inte att invandringen måste upphöra, men att kraven på assimilering och integration måste öka i kraft, och sluta tabubelägga området sexuellt våld så att inte populister och andra högergrupper får monopol på debatten. Boken är skriven mot bakgrund av Migrationskrisen i Europa och Ali använder statistik ifrån bland annat Tyskland och Sverige för att påvisa ökande nivåer av sexuellt våld.

### Familj
Hirsi Ali är sedan 2011 gift med den brittiske historikern och Stanfordprofessorn Niall Ferguson.